# ديفيد ن. فيلدمان
ديفيد ن. فيلدمان (بالإنجليزية: David N. Feldman)‏ هو محامي أمريكي، ولد في 1960.